# 150046 Cynthiaconrad
150046 Cynthiaconrad è un asteroide della fascia principale. Scoperto nel 2005, presenta un'orbita caratterizzata da un semiasse maggiore pari a 2,9544563 au e da un'eccentricità di 0,0338577, inclinata di 10,95149° rispetto all'eclittica.